# Bavia capistrata
Bavia capistrata là một loài nhện trong họ Salticidae.
Loài này thuộc chi Bavia. Bavia capistrata được Carl Ludwig Koch miêu tả năm 1846.